# Spring Grove Township (Iowa)
Pour les articles homonymes, voir Spring Grove Township.
Spring Grove Township est un township du comté de Linn en Iowa, aux États-Unis,.
Il est fondé en 1853.

## Source de la traduction
- (en) Cet article est partiellement ou en totalité issu de l’article de Wikipédia en anglais intitulé « Spring Grove Township, Linn County, Iowa » (voir la liste des auteurs).